# Icterícia
La icterícia és un símptoma o un signe que consisteix en la coloració groguenca de la pell, mucoses o totes dues alhora escleròtica que es produeix per una augmentació de la bilirubinèmia. Popularment se'n diu fel sobreeixit o en valencià i eivissenc aliacrà, amb la variant meridional aliacà, procedent de l'àrab andalusí alyaraqán, en àrab clàssic يرقان.
És causada per una hiperbilirubinèmia (augment dels nivells de bilirubina en la sang). La concentració de bilirubina en el plasma sanguini en general no és superior a 1 mg/dl (>17 μmol/L). Una concentració superior a 1,8 mg/dl (>30 μmol/L) porta a la icterícia.
La icterícia es veu en malalties com l'hemòlisi, un defecte de la seva conjugació com en l'hepatitis i la cirrosi hepàtica, o en la seva excreció, com en la colèstasi.

## Tipus
La icterícia es classifica en tres tipus: 
- Prehepàtica: es deu a l'alliberament de bilirubina no conjugada per destrucció d'eritròcits. És el cas de l'anèmia hemolítica.
- Hepàtica: es deu a problemes amb l'arbre biliar dintre del fetge que pot ser per destrucció dels hepatòcits, així com a alteracions del flux per aquests conductes. És el cas de l'hepatitis i la cirrosi hepàtica.
- Post hepàtica: Es deu a l'obstrucció del colèdoc o bé per causa d'un càlcul prop de la vesícula biliar, o fins i tot per culpa de la compressió originada per un càncer de cap de pàncrees.